# Condado de Bayona
El Condado de Bayona es un título nobiliario español creado en 1875 por el rey Alfonso XII a favor de Manuel Misa y Bertemati, Senador del Reino y posteriormente, en 1889, I marqués de Misa.
Su denominación hace referencia a la localidad de Bayona, Provincia de Pontevedra, donde nació en 1816, el I conde de Bayona.

## Condes de Bayona
|                          | Titular                            | Periodo                  |
| Creación por Alfonso XII | Creación por Alfonso XII           | Creación por Alfonso XII |
| ------------------------ | ---------------------------------- | ------------------------ |
| I                        | Manuel Misa y Bertemati            | 1875-1904                |
| II                       | Buenaventura Misa y Busheroy       | 1904-1944                |
| III                      | Enrique Buenaventura Misa y Davies | 1944-1967                |

## Historia de los condes de Bayona
- Manuel Misa y Bertemati (1816-1904), I conde de Bayona, I marqués de Misa.

1. Casó con Elena Busheroy y Blaque. Le sucedió su hijo:

- Buenaventura Misa y Busheroy (1863-1944), II conde de Bayona, II marqués de Misa.

1. Casó con Yola Davies y Penfold. Le sucedió su hijo:

- Enrique Ventura Misa y Davies (1893-1967), III conde de Bayona, III marqués de Misa.

1. Casó con Andrey Fanshawe.